# Зейналов, Айдын Мир Паша оглы
Айдын Мир Паша оглы Зейналов (род. 3 августа 1978 года, Москва, РСФСР, СССР) — российский скульптор, академик Российской академии художеств (2017).

## Биография
Родился 3 августа 1978 года в Москве.
В 2002 году — окончил Московский художественный институт имени В. И. Сурикова, мастерская скульптуры профессора А. И. Рукавишникова.
С 2002 года — член Московского союза художников.
В 2011 году — защитил кандидатскую диссертацию, тема: «Мечеть Апшеронского полуострова. История и современность».

## Образование
Образование
1991-1996 - Московский Академический Художественный Лицей имени Сурикова. Факультет скульптуры.
1996-2002 - Московский Государственный Академический Художественный Институт имени Сурикова. Кафедра
скульптуры.
2002-2005 - Московский Архитектурный Институт. Факультет «Дизайн архитектурной среды». Профессия
дизайнер.
2002-2005 – стажер Российской Академии художеств (в творческих мастерских под руководством скульптора
Владимира Цигаля).
2001 - Золотая медаль Российской Академии Художеств за лучший скульптурный портрет 2001 года.
2001 - Размещение двух скульптурных работ в Московском Музее Современного Искусства
(постоянная экспозиция).
2011 - Присвоена ученая степень кандидата искусствоведческих наук НИИ Теории и Истории Искусств РАХ.
2011 - Учредитель и директор Фонда поддержки научно-образовательной деятельности «Институт
междисциплинарных исследований «ИНТЕР-ЭССЭ».
2012 - Присвоено звание члена-корреспондента Российской академии художеств.
2012 - Доцент кафедры Академического рисунка МГХПА.
2017 - Присвоено звание действительного члена (Академика) Российской академии художеств.
2018 - Присвоено звание Академика Флорентийской академии искусств.

## Благодарности
2022 - Объявлена Благодарность Главой Российского Императорского Дома за примерное служение
Отечеству, высокополезные труды на поприще просвещения и значительный личный вклад в сохранение и
развитие образования, науки, творчества и культуры.
2023 - Объявлена Благодарность Министром культуры Российской Федерации за большой вклад в развитие
культуры и многолетнюю плодотворную работу.
2023 - Объявлена Благодарность за установку памятника Никите Ильичу Толстому в Сербии, в городе
Вршац от мэра города Драгана Митрович.

## Соглашения о сотрудничестве
2023 - Подписание соглашения о сотрудничестве с Всероссийской федерацией самбо.
Участник многих российских и международных выставок, как персональных, так и групповых.
Участник и докладчик многих российских и международных искусствоведческих конференций.
Член Творческого Союза Художников Эдуарда Дробицкого, Московского Союза Художников,
Российского Союза Художников, а также Московского Союза Дизайнеров.
2015 - Открытие памятника Джузеппе Верди в Италии г. Монтекатини Терме.
2015 - Уменьшенная модель памятника Джузеппе Верди принята в коллекцию Государственной Третьяковской
галереи.
2016 - Открытие памятника Джакомо Пуччини в Италии г. Монтекатини Терме.
2016 - Установка монументально - скульптурной композиции «Образ Тосканы» в Италии г. Форте-дей-Марми.
2016 - Скульптура «Девушка с веслом» принята в Музей Современного Искусства – MOCA в Италии.
2016 - Установка медальона имени Айдына Зейналова в Италии на бульваре Джузеппе Верди.
2017 - Установка монументально - скульптурной композиции «Русалка» в Италии г. Ла Специя.
2017 - Персональная выставка в большом зале Академии Изобразительных Искусств в Италии г. Флоренция.
2018 - Установка скульптурной композиции «Festina Lente» в здании Регионального Совета, расположенного во
дворце Медичи в г. Флоренция.
2017 - Персональная выставка в Галерее «Ruarts» в России г. Москва
2017 - Установка серии скульптур «Спортсмены» в президентской ложе спортивного комплекса «Лужники»
Россия, г. Москва.
2018 - Установка скульптурных изображений десяти российских композиторов и трех скульптурных рельефов: «Оркестр», «Театр», «Виолончель» в президентской зоне Концертного зала филармонической музыки в «Зарядье». Россия, г.Москва.
2018 - Установка скульптурной композиции «Рассказовка». Россия, г.Москва
2019 - Персональная выставка в Центре Современного искусства «CAMeС» в Италии г. Ла специя.
2019 - Открытие памятника «Рихарду Вагнеру» в Италии г. Ла Специя.
2019 - Открытие памятника «Рихарду Вагнеру» в Германии г. Байройт.
2019 - Открытие памятника «Михаилу Ипполитову-Иванову» Россия, г. Москва.
2019 - Открытие памятника «Имадеддину Насими» Россия, г.Москва.
2020 - Установка серии скульптурных композиций: «Музыкальные инструменты» в VIP зоне
Концертного зала филармонической музыки в «Зарядье». Россия, г. Москва.
2020 - Персональная выставка в Международном финансовом центре Дубая «DIFC». ОАЭ,Дубай.
2021- Персональная выставка в Галерее «Ruarts» в России г. Москва.
2021 - Презентация скульптурного произведения «Данте Алигьери» в Доме Пашкова РГБ. Россия, г. Москва.
2021 - Открытие памятника «Федору Михайловичу Достоевскому» в Италии г. Флоренция.
2021 - Открытие памятника «Данте Алигьери» в Италии г.Флоренция.
2021 - Открытие памятника «Франц Лист» в Австрии г. Райдинг.
2023 - Открытие памятника Рустаму Ибрагимбекову. Азербайджан, г. Баку.
2023 - Открытие мемориальной доски актерам Кторову Анатолию Петровичу и Поповой Вере Николаевны.
Россия, г. Москва.
2023 - Открытие памятника Никите Ильичу Толстому. Россия, г.Москва - Сербия, г. Вршац.
2023 - Открытие скульптурной композиции Пахмутовой Александры Николаевны и Добронравова Николая
Николаевича. Россия, г. Когалым
2023 - Открытие памятника Александру Невскому. Черногория, г. Андриевица.
2023 - Открытие памятника Александру Невскому. Черногория, г. Никшич.
2023 - Презентация памятника российскому дипломату Григорию Щербине. Сербия, г. Белград.

## Галерея

Работы скульптора
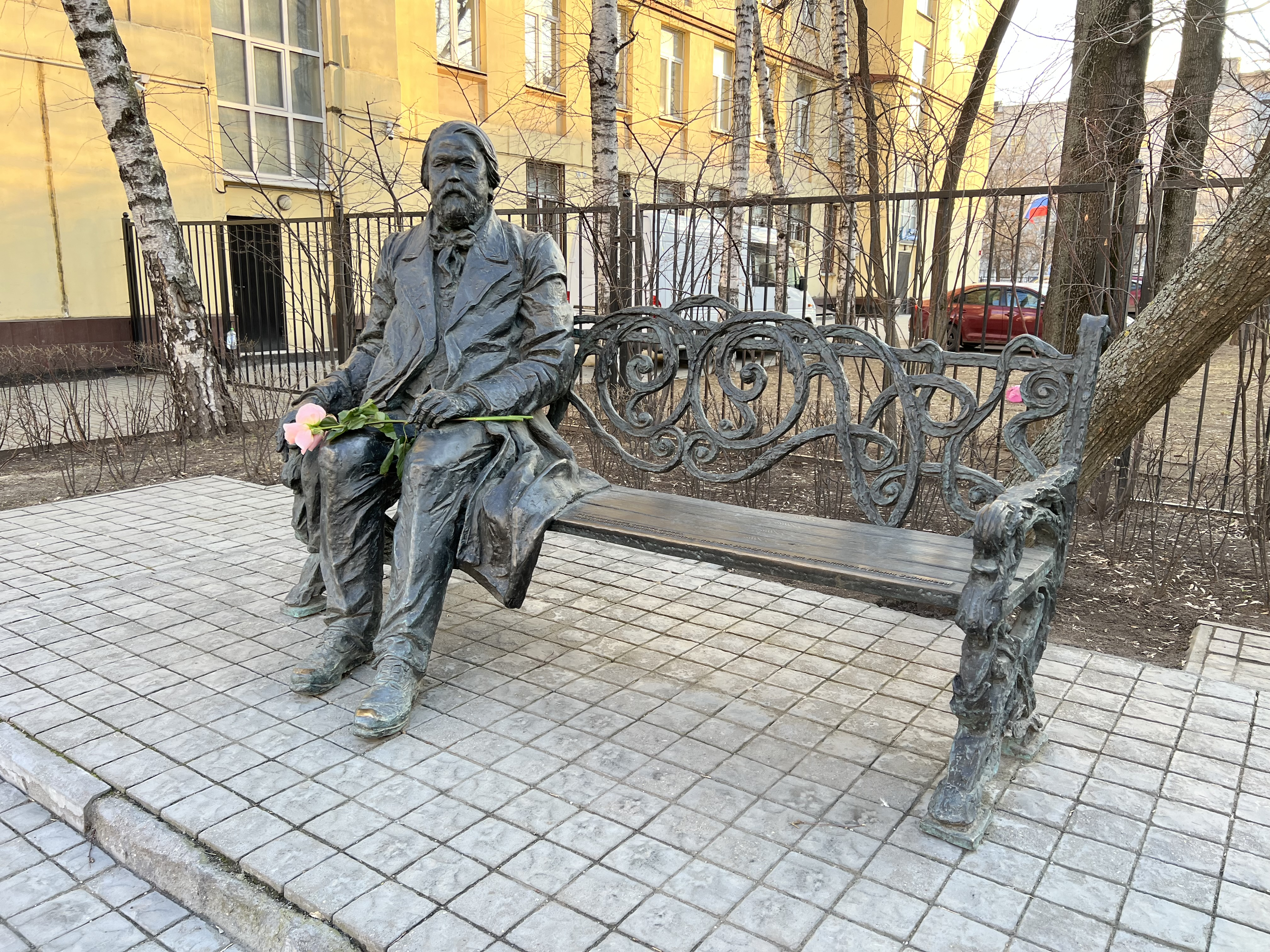
2019: Памятник дирижеру, композитору и педагогу Михаилу Михайловичу Ипполитову-Иванову (1859-1935) в Москве